# Yajña
Pour un article plus général, voir Védisme.

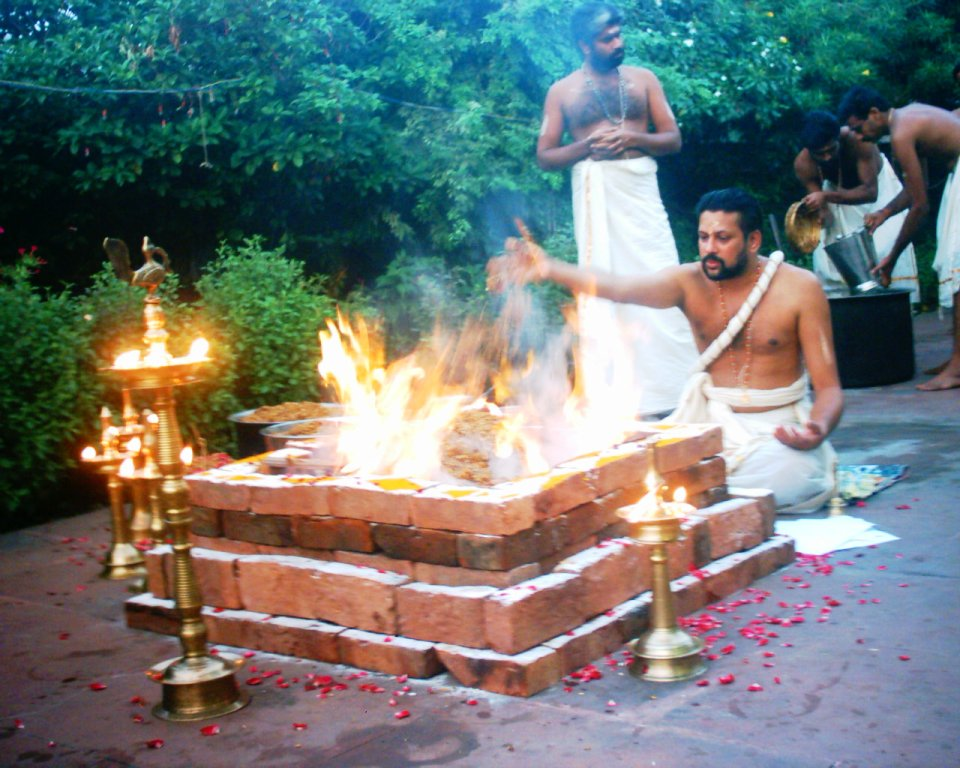
Un Yajña accompli par un prêtre dans le Kérala sur un autel de briques édifié selon des proportions très précises.

Le Yajña (devanāgarī : यज्ञ) ou Yagya est un terme sanskrit qui désigne le rituel védique majeur destiné à honorer les deva par des louanges et des oblations. Il est commandité par un Yajamana généralement de caste kshatriya mais parfois de caste brahmane. Par le Yajña, l'homme cherche à prendre une place parmi les forces de la nature, et le « sacrifice du feu » est le rituel qui devint le plus important à cet égard.
Le passage du védisme à l'hindouisme se marque par l'abandon progressif du yajña, remplacé par la pūjā.

## Étymologie
En sanskrit, la racine YAJ signifie sacrifier.

## Castes
La caste (varna) du Yajamana, commanditaire du Yajña, est souvent celle des kshatriya, parfois celle des brahmanes.

## Fonctions sacerdotales
Les trois fonctions principales du sacrifice védique sont celles de récitant (hotṛ), de chanteur (udgātṛ) et d'officiant (adhvaryu).

## Le Feu Sacré
Dans le védisme, l'univers est conçu comme un festin perpétuel où tout peut être considéré comme « nourriture » pour tout autre chose le dévoré (Anna) et le dévorant (Annada). L'offrande au feu symbolise ce brasier universel dans lequel Brahman est le « grand dévoreur ». Le feu étant associé au « feu de la digestion ». Agni est le pouvoir du deva manifesté dans le Feu Sacré.

## Le déroulement du Yajña
Ces rituels pouvaient avoir des proportions gigantesques, certains durèrent pendant des années sans discontinuité, avec des milliers de prêtres et engloutissant parfois toutes les richesses d'un royaume local l'ayant commandité. Un yajña incomplet était en effet considéré comme une catastrophe.

« L'offrande du sacrifice varie selon la nature et le but du rituel, la divinité à laquelle le sacrifice est adressé et sa place dans le sacrifice universel. On emploie pour les oblations le blé et le riz, l'huile et le beurre, les boucs, les buffles, les hommes, le soma et le vin. »

Le grand prêtre récite des mantras spécifiques alors qu'il dépose les offrandes dans le feu.

## Divers Yajña

### Agnishtoma
Agnishtoma signifie littéralement « louange d'Agni ». Ce rituel védique qui se déroule pendant cinq jours au cours desquels on sacrifie du soma à Indra mais aussi à d'autres dieux.

### Jyotishtoma
Le jyotishtoma est un rituel où la boisson soma est utilisée.

### Sacrifice du cheval
Le Yajamana commanditaire du sacrifice du cheval (rituel appelé ashvamedha) est souvent un roi, un râja très puissant.

## Du védisme à l'hindouisme
L'abandon progressif du Yajña accompagne la naissance du culte hindouiste nommé puja.